# Piotr Opocki
Piotr Opocki (Opacki) na Wysokiej Opoce herbu Janina (zm. przed 3 stycznia 1684) – kasztelan wiślicki w 1663 roku, cześnik lubelski w latach 1654–1663, podwojewodzi krakowski w latach 1651–1654, podwojewodzi sandomierski.
Poseł sejmiku opatowskiego na sejm 1659 roku. Poseł na sejm 1661 roku. Jako poseł na sejm 1659 roku wyznaczony do lustracji dóbr królewskich na Wołyniu. Był elektorem Michała Korybuta Wiśniowieckiego w 1669 roku z województwa sandomierskiego. W 1674 roku był elektorem Jana III Sobieskiego z województwa sandomierskiego.